# Reinhard Schulze-Stapen

Reinhard Schulze-Stapen

Reinhard Schulze-Stapen (* 19. November 1867 in Stapen; † 22. Oktober 1944 ebenda) war ein deutscher Landwirt und Politiker (DNVP).

## Leben und Beruf
Schulze-Stapen besuchte die Volksschule in Stapen und das Gymnasium in Salzwedel bis zur Obersekunda. Er arbeitete seit 1884 als Landwirt, wurde 1898 Hofbesitzer und war seit 1899 gleichzeitig Vorstandsvorsitzender des Altmärkischen Kornhauses in Beetzendorf. Von 1914 bis 1918 nahm er als Soldat am Ersten Weltkrieg in den Argonnen und in Polen teil. Später war er Mitglied des Verbandsausschusses landwirtschaftlicher Genossenschaften der Provinz Sachsen und Vorsitzender des Kreisverbandes der landwirtschaftlichen Genossenschaften in Salzwedel.

## Abgeordneter
Schulze-Stapen war von 1913 bis 1918 Mitglied des Preußischen Abgeordnetenhauses und von 1921 bis 1931 Mitglied des Preußischen Landtages. Bei der Reichstagswahl im September 1930 wurde er in den Deutschen Reichstag gewählt, dem er bis 1933 angehörte. Außerdem war er seit 1919 Kreisdeputierter und Kreisausschussmitglied im Landkreis Salzwedel.